# Rottel

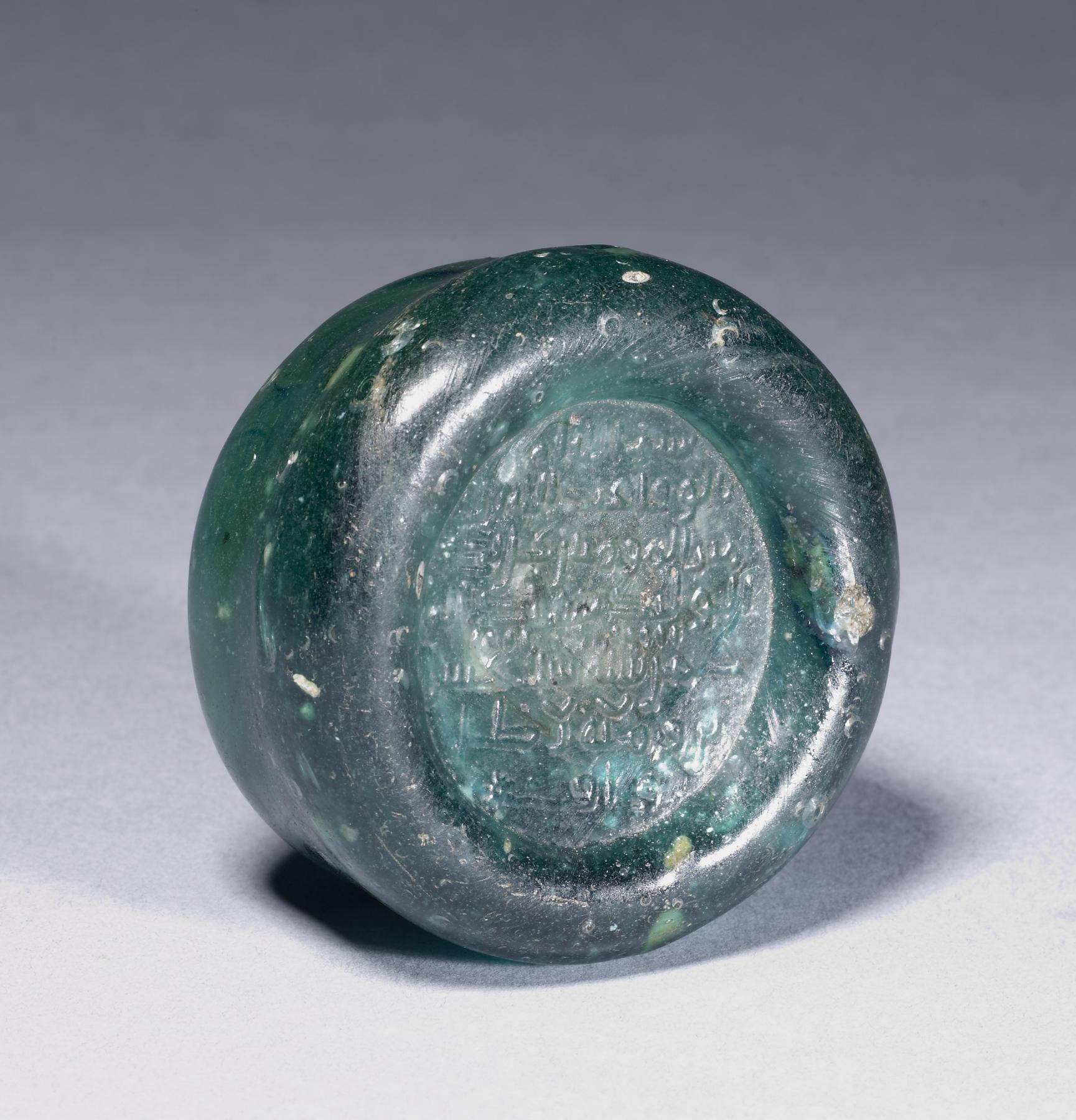
Ratl-Gewicht aus der Omajjadenzeit

Der Rottel (arabisch روتولي rutuli‎) war ein Gewichtsmaß in Nordafrika, an anderen arabischen Orten und Zypern mit kleinen Unterschieden. Ein zufällig gefundenes Gewicht in der Londoner Münzstätte war ein tunesischer Rottel Attari, der als beglaubigtes Gewicht galt. Er wog 503,712 Gramm. Das Maß hatte unterschiedliche Bezeichnungen: Rottolo, Rottelo, Rotton, Rotte oder Rottel, Rotal, Rotoli und Rotolo. Die Etalons waren aus Kupfer.

## Tunis
Der Rottel Khaddari (Khaddary) war das sogenannte Gemüsepfund und für alle Arten frischer Kräuter vorbehalten.
- 1 Rottel Khaddari = 20  Quakiés/Uckie/Unzen = 639,453 Gramm

Der Rottel Sucki (Souky) wurde für Fleisch, Öl, Seife, Butter und Honig genommen. Auch Holz, Kohlen und Früchte aller Art wurden danach gewogen.
- 1 Riottel Sucki = 18  Quakiés/Uckie/Unzen = 568,445 Gramm

Der Rottel Attari galt als das Krämerpfund. Hiernach wurden die sogenannten schweren Waren wie Eisen, Blei, Kupfer, Zinn, Silber und Gold gewogen.
- 1 Rottel Attari = 16  Quakiés/Uckie/Unzen = 566,88 Gramm

Das größere Maß war der Zentner Kantar Attari. 
- 1 Kantar Attari = 100 Rottel Attari

Das Maß wurde besonders für rohe Baumwolle, Baumwollgarne und Eisen genutzt, aber die Anzahl der Rottel je Kantar war abweichend.
- Baumwolle 1 Kantar Attari = 110 Rottel Attari
- Baumwollgarne 1 Kantar Attari = 150 Rottel Attari
- Eisen 1 Kantar Attari = 150 Rottel Attari

## Ägypten

### Alexandria
Hier gab es fünf verschiedene Rottel oder Rotoli als Pfundgewichte.
- 1 Kantar/Kuss (Zentner) = 100 Rotoli
- 1 Rotoli Gouvernement = 12 Unzen = 144 Drachmen = 444,73 Gramm
- 1 Rotoli Forforo = 140 Drachmen = 432,376 Gramm
- 1 Rotoli Zaidino = 200 Drachmen = 617,68 Gramm
- 1 Rotoli Mina = 250 Drachmen = 772,10 Gramm
- 1 Rotoli Zauro = 310 Drachmen = 957,40 Gramm

### Kairo
- 1 Rottel = 12 Unzen = 144 Drachmen/Dramm/Dirhem/Derhem = 444,73 Gramm

Dieser Rottel war dem aus Alexandria Rottel Gouvernement gleich. Er war der normale Handels-Rottel. Unterschiede gab es wegen großen und kleinen Rottel.
Der kleine hatte nur 12, der große 14 Unzen. 100 Kilogramm setzte man 222 Rottel gleich.
Als sogenannte Platzgebräuche waren der Kantar und die zugehörige Anzahl Rottel von den Waren abhängig. Pfeffer rechnete man 19 Rottel auf einen Ballen, aber 12 Rottel per Sack.
- Beispiele[5] für den Bezug zum Kantar:
  - 1 Kantar = 102 Rottel (Zucker, Zinn, Quecksilber, Zinnober)
  - 1 Kantar = 105 Rottel (Kaffee und Draht)
  - 1 Kantar = 110 Rottel (Elefantenzähne, Muskatnüsse, Muskatblüte, Nelken)
  - 1 Kantar = 120 Rottel (Hölzer)
  - 1 Kantar = 125 Rottel (Arsen, Drogen)
  - 1 Kantar = 130 Rottel (Mennige)
  - 1 Kantar = 133 Rottel (Aloe, arabisches Gummi)
  - 1 Kantar = 140 Rottel (Blei)
  - 1 Kantar = 150 Rottel (Kohlen, Sennesblätter, Flachsfaser)
  - 1 Kantar = 233 1/3 Rottel (Eisen)
  - 1 Kantar = 250 Rottel (Datteln)
  - 1 Kantar = 275 Rottel (Pech)

## Damaskus
In Syrien teilte man den Kantar/Cantaro ebenfalls in 100 Rottel.
- 1 Rottel = 60 Unzen = 600 Pesi = 400 Metikal/Metecalli = 1,785 Kilogramm[6]

## Dschidda
In der Provinz Mekka teilte man den Rottel so
- 1 Rottel = 144 Drachmen = 415,2295 Gramm

Ausnahme machte das Gewicht beim Handel mit Moschus. Hierbei hatte er 400 Drachmen.
Eine Maßkette war
- 1 Bähar/Bahar = 10 Fresils/Frasils = 100 Mahnd/Maund = 200 Rottel

## Zypern
- 1 Rottel = 12 Unzen = 750 Dramen/Drachmen = 2,3777 Kilogramm
- 1 Kantar = 100 Rottel

In Famagusta war das Gewicht vier Prozent schwerer, da die Oka sich verhält wie 104 allgemein zu 100 in Famagusta. Eine Oka in Famagusta hatte 1,3188 Kilogramm.